# Accademia delle Scienze di Torino
L'Accademia delle Scienze di Torino è un'accademia scientifica italiana fondata privatamente nel 1757 e riconosciuta ufficialmente nel 1783.

## Storia
L'Accademia delle Scienze di Torino nacque da una preesistente Società Scientifica Privata Torinese, creata nel 1757 per volontà del conte Giuseppe Angelo Saluzzo di Monesiglio (chimico che mise a disposizione la propria casa per le riunioni dei soci) con la collaborazione di Joseph-Louis Lagrange, celebre matematico e Giovanni Francesco Cigna, fisico e medico.
La società era orientata soprattutto verso la matematica, la meccanica e la fisica e già nel 1759 aveva prodotto una prima pubblicazione, dal titolo Miscellanea philosophico-mathematica Societatis privatae Taurinensis, che comprendeva, tra gli altri scritti, due testi di Lagrange, uno relativo all'analisi del Metodo dei massimi e minimi di Fermat e uno sulla propagazione del suono.
In seguito vennero pubblicati quattro volumi di Mélanges de philosophie et de mathématique, che ospitarono gli scritti scienziati d'oltralpe, tra i quali il matematico Leonhard Euler (noto in Italia come Eulero) e il medico e botanico Albrecht von Haller, entrambi svizzeri. Nel giro di alcuni anni avevano aderito alla Società i più importanti rappresentanti della cultura piemontese e alcuni esponenti dell'Illuminismo francese, come Jean Baptiste Le Rond d'Alembert e marchese di Condorcet.

### La nascita ufficiale
L'Accademia venne fondata ufficialmente nel 1783, per Rescritto sovrano di Vittorio Amedeo III di Savoia, Re di Sardegna, che le conferì il titolo di Accademia Reale, riconoscendola giuridicamente come istituzione pubblica. Egli stabilì che venisse fornito all'istituzione un contributo annuo per far fronte alle spese della ricerca e nel 1784 approvò personalmente sia lo statuto che l'elenco dei Soci.
A seguito di questo riconoscimento, l'Accademia accrebbe di prestigio a livello internazionale ed aumentarono i contatti con gli studiosi stranieri. Le pubblicazioni dei testi scientifici continuarono con un nuovo titolo, Mémoires de l'Académie Royale des Sciences de Turin. Come motto venne scelto Veritas et utilitas che riassumeva gli obiettivi dell'Accademia: ricercare la verità (quindi la ricerca pura) e utilizzare le conoscenze scientifiche per applicazioni pratiche.

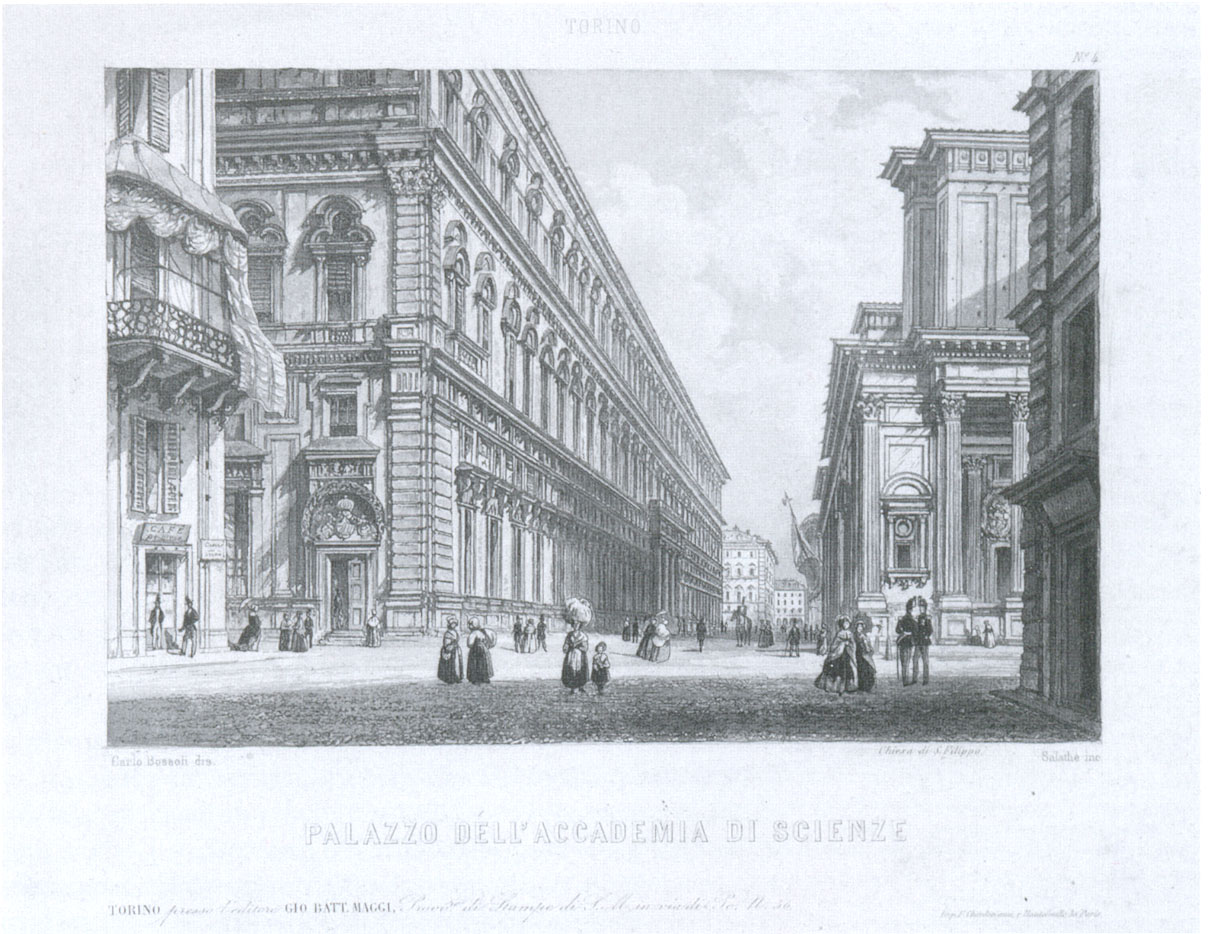
Immagine storica del Palazzo dell'Accademia delle Scienze di Torino, 1853

Dal 1784, sempre per volere di Vittorio Amedeo III di Savoia la sede dell'Accademia venne collocata nel palazzo seicentesco che ospitava il Collegio dei Nobili, attualmente noto come il Palazzo dell'Accademia delle Scienze (che la ospita tuttora). Nel 1796 l'inizio della guerra tra Casa Savoia e la Francia (divenuta una repubblica a seguito degli esiti della Rivoluzione francese) provocò l'interruzione forzata delle attività dell'Accademia.

### L'Accademia nell'Ottocento
Le attività vennero riprese soltanto nel 1801, a seguito dell'occupazione del Piemonte da parte di Napoleone Bonaparte. Egli mise in atto un'opera di riforma dell'Accademia, riorganizzandola in due "classi": una avrebbe continuato ad occuparsi della ricerca scientifica, mentre l'altra avrebbe orientato i propri studi verso la letteratura e l'arte. Nel 1804 Napoleone si autonominò presidente "perpetuo" a titolo onorario e nel 1805 ne cambiò il titolo da "Accademia Reale" a "Accademia Imperiale".

Nel 1814, con la caduta di Napoleone e la conseguente Restaurazione della monarchia dei Savoia, l'Accademia fu "epurata" dai pensatori e dagli scienziati che si erano dimostrati sostenitori dei francesi (tra gli altri, Giovanni Antonio Giobert e Giovanni Battista Balbis). Venne mantenuta, invece, l'organizzazione nelle due classi, il cui orientamento venne, però, leggermente modificato: una si sarebbe occupata delle Scienze fisiche, matematiche e naturali, l'altra delle Scienze morali, storiche e filologiche.

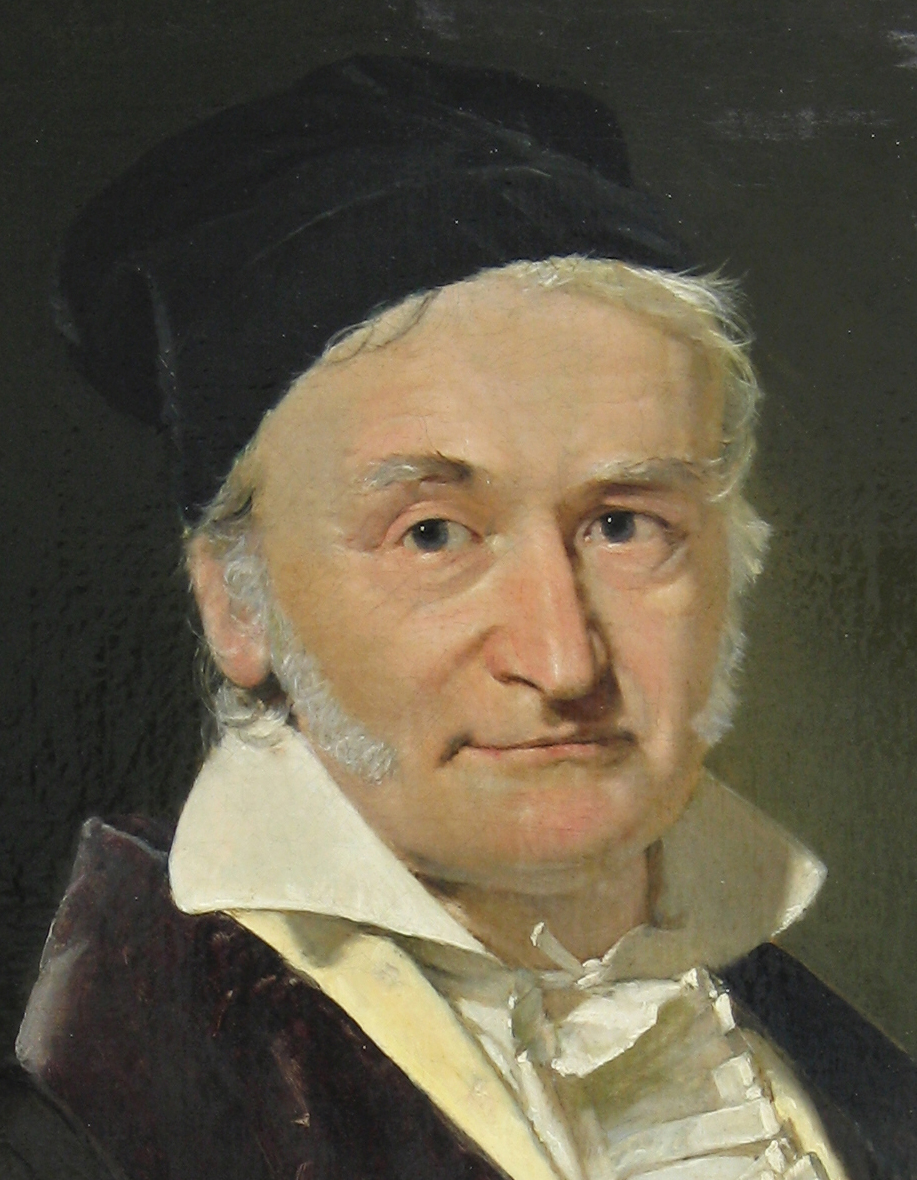
Carl Friedrich Gauss

La monarchia sabauda continuò a sostenere economicamente l'Accademia di Torino e a influenzarne pesantemente l'orientamento per quasi tutto l'Ottocento, anche quando la capitale del Regno d'Italia non era più Torino. La direzione dell'istituzione, infatti, rimase sempre un privilegio esclusivo di personalità appartenenti alla nobiltà piemontese. Soltanto nel 1879 la nomina del presidente venne estesa ai membri non nobili dell'Accademia. Tale carica passò da "perpetua" a triennale e venne stabilito che dovesse essere alternata tra le due classi.

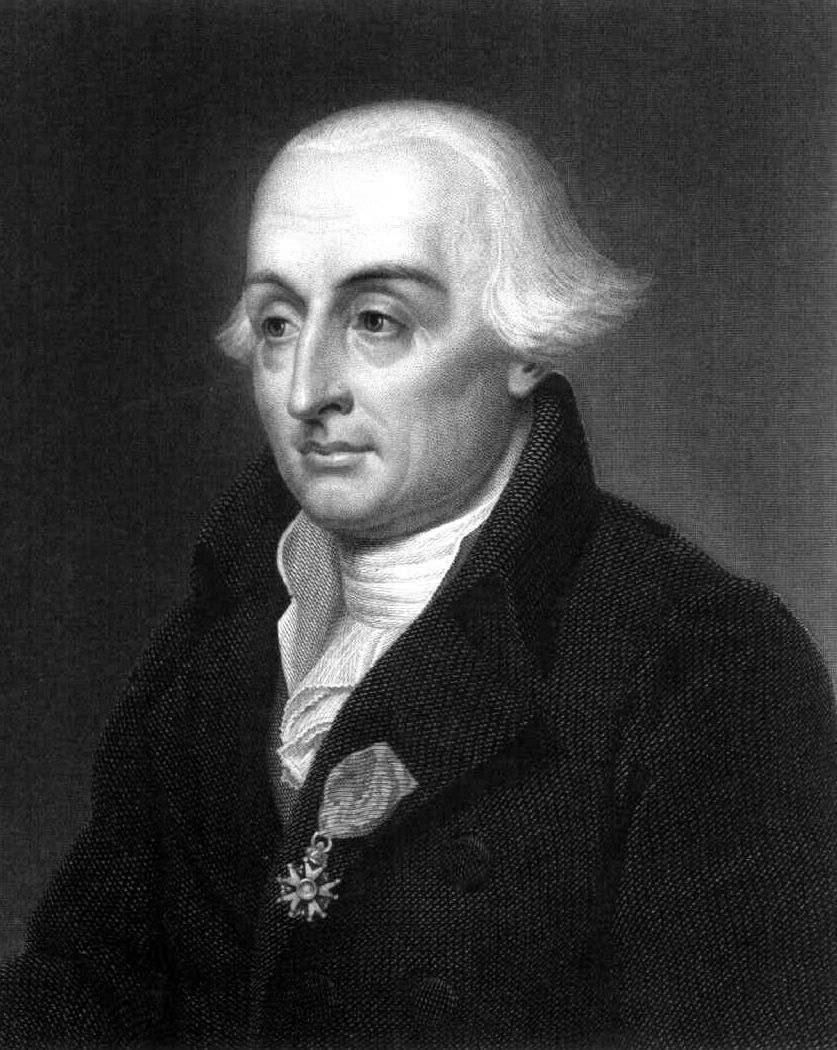
Joseph Louis Lagrange

Nel corso dell'Ottocento l'Accademia poté vantare come Soci personaggi di spicco della cultura italiana (come Alessandro Manzoni, Joseph de Maistre, Ugo Foscolo, Cesare Nani, Luigi Ferrarese, Giovanni Flecchia, Vincenzo Gioberti, Antonio Rosmini, Galileo Ferraris, Quintino Sella, Giorgio Spezia, Amedeo Avogadro, Carlo Ilarione Petitti di Roreto e Germain Sommeiller), nonché scienziati, filosofi e scrittori di altre nazioni (come i tedeschi Alexander von Humboldt, Friedrich Carl von Savigny, Carl Friedrich Gauss, Moritz Cantor, Leopold von Ranke, Hermann von Helmholtz e Theodor Mommsen, i francesi François Guizot e Victor Cousin, Ernest Renan, Hippolyte Taine e Charles Darwin).

### Gli anni duemila
Con il nuovo Statuto, approvato con decreto del Ministro per i beni e le attività culturali il 21 luglio 2000, l'Accademia delle Scienze di Torino è diventata un ente di diritto privato e si pone come obiettivo quello di "contribuire al progresso scientifico, promuovendo ricerche e curando la pubblicazione dei loro risultati, contribuendo alla diffusione del sapere mediante congressi, convegni, seminari, conferenze e ogni altro mezzo ritenuto idoneo, e inoltre fornendo pareri e formulando proposte alle istituzioni pubbliche e a organismi privati nei campi di sua competenza" (art. 1 dello Statuto).

### Elenco dei presidenti
Il seguente elenco riporta i presidenti onorari, perpetui e elettivi (con mandato triennale), ordinati secondo la data di nomina.

#### Presidenti onorari
- Joseph-Louis Lagrange, 25 luglio 1783
- Napoleone Bonaparte, I Console, 25 febbraio 1804

#### Presidenti perpetui
- Angelo Saluzzo di Monesiglio, 25 luglio 1783
- Carlo Lodovico Morozzo, 30 novembre 1788
- Angelo Saluzzo di Monesiglio, 24 gennaio 1801
- Prospero Balbo, 25 novembre 1815
- Agostino Lascaris di Ventimiglia, 26 novembre 1837
- Alessandro Saluzzo di Monesiglio, 18 novembre 1838
- Giovanni Plana, 18 dicembre 1851
- Federico Sclopis, 1º maggio 1864

#### Presidenti triennali

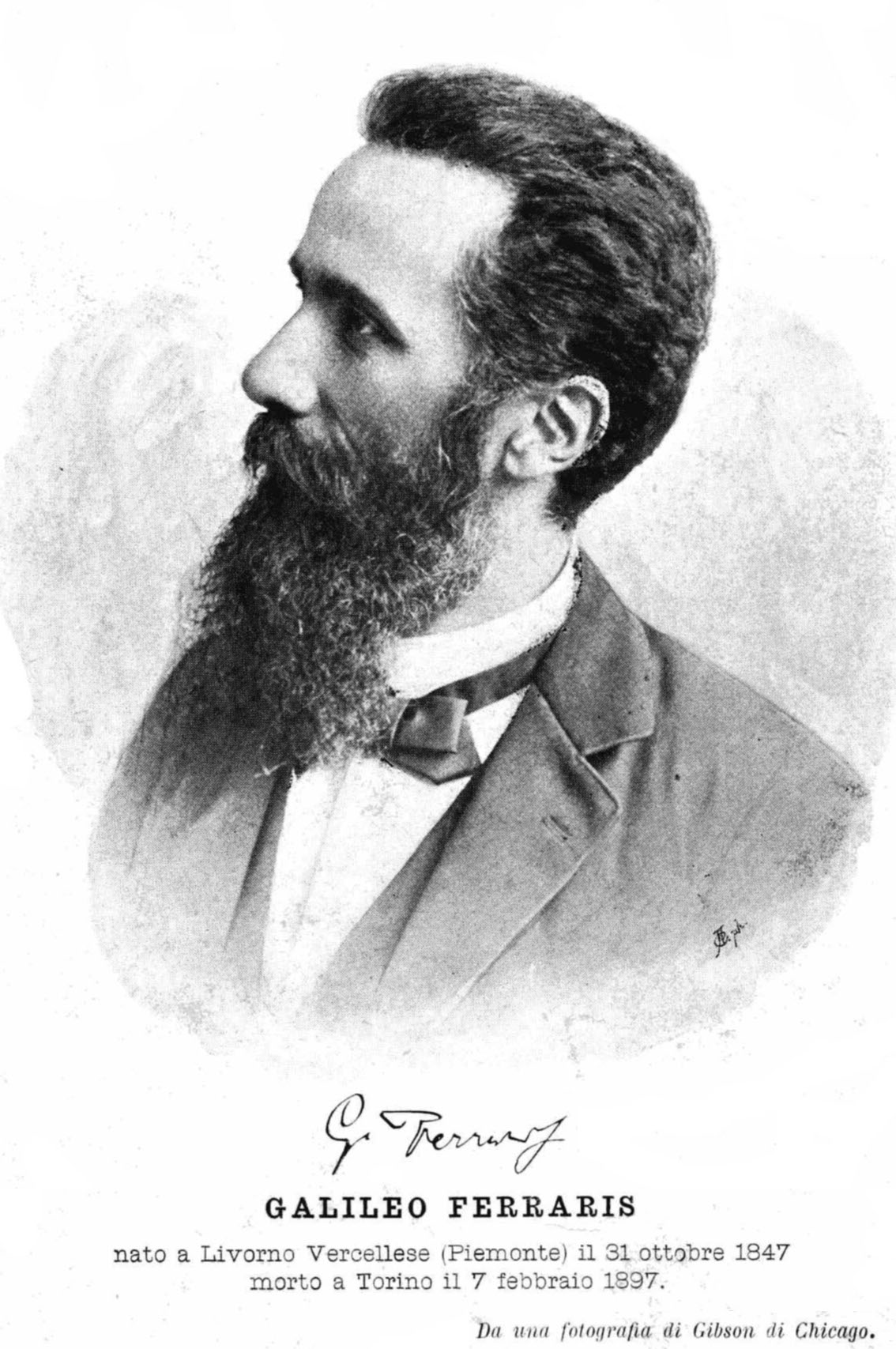
Galileo Ferraris

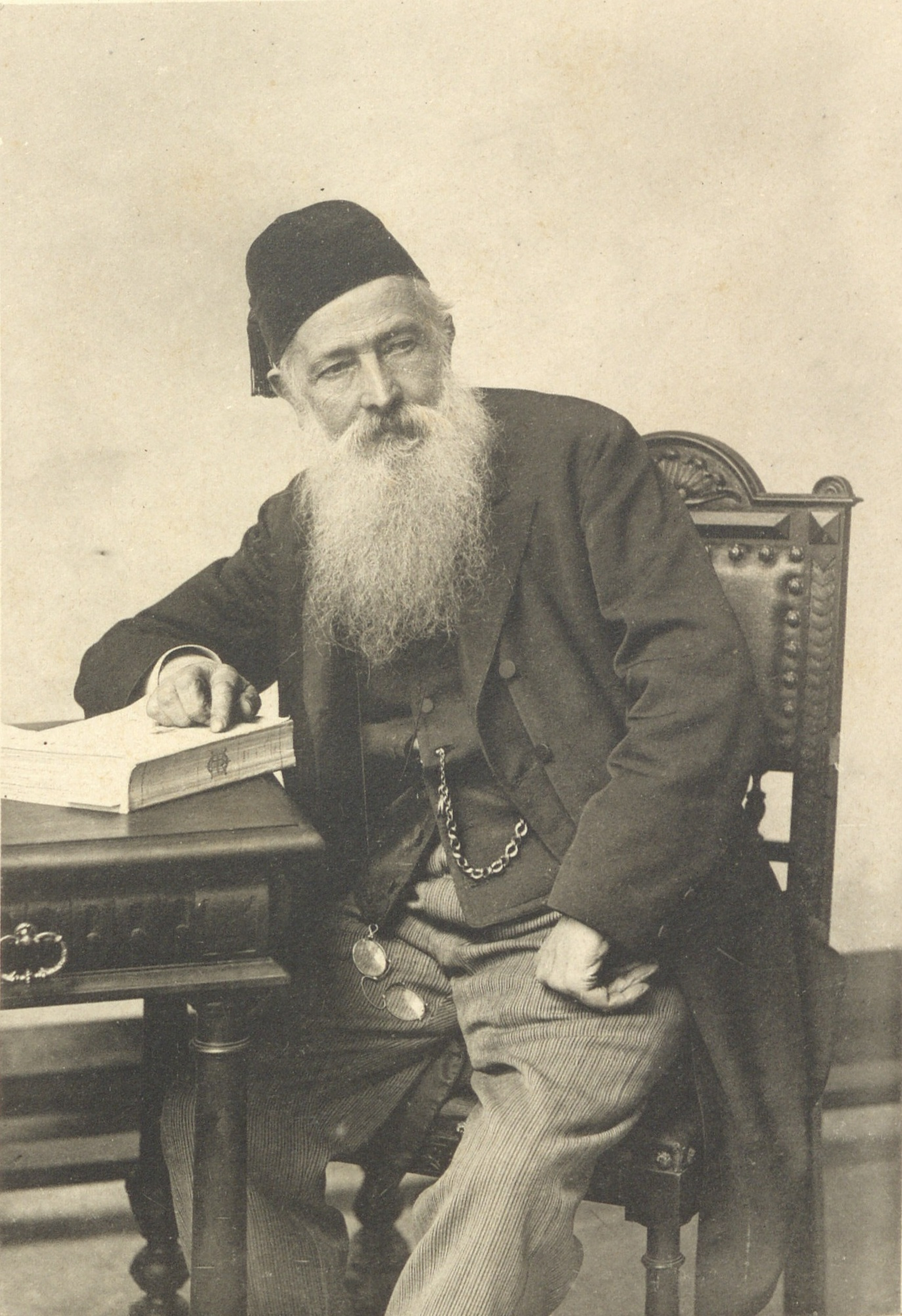
Ariodante Fabretti

- Ercole Ricotti, 9 marzo 1879, rieletto, febbraio 1882
- Ariodante Fabretti, 6 maggio 1883
- Angelo Genocchi, 12 aprile 1885, rieletto, 8 aprile 1888 deceduto il 7 marzo 1889
- Michele Lessona (subentrante), 28 aprile 1889 eletto, 24 maggio 1891, rieletto, 24 giugno 1894 deceduto il 20 luglio 1894
- Giuseppe Carle, 13 gennaio 1895, rieletto, 9 gennaio 1898
- Alfonso Cossa, 13 gennaio 1901 deceduto il 23 ottobre 1902
- Enrico D'Ovidio (subentrante), 14 dicembre 1902 eletto, 21 febbraio 1904, rieletto, 17 marzo 1907
- Paolo Boselli, 24 aprile 1910, rieletto, 18 maggio 1913
- Lorenzo Camerano, 28 maggio 1916 deceduto il 22 novembre 1917
- Andrea Naccari (subentrante), 3 febbraio 1918 eletto, 27 aprile 1919
- Francesco Ruffini, 7 maggio 1922, rieletto, 3 maggio 1925
- Carlo Fabrizio Parona, 22 aprile 1928, rieletto, 26 aprile 1931
- Vittorio Cian, Commissario prefettizio, 3 febbraio 1934
- Modesto Panetti, 10 novembre 1938
- Ferdinando Neri, 12 novembre 1941
- Alfredo Pochettino, 13 dicembre 1944, nominato Commissario straordinario, 7 agosto e 12 dicembre 1945
- Pasquale Jannaccone, 4 maggio 1949, rieletto, 1º luglio 1952
- Modesto Panetti, 18 maggio 1955 deceduto il 26 marzo 1957
- Eligio Perucca (subentrante), 29 aprile 1957 eletto, 25 maggio 1958
- Augusto Rostagni, 30 maggio 1961 deceduto il 20 agosto 1961
- Emilio Crosa (subentrante), 6 novembre 1961 deceduto il 25 maggio 1962
- Giuseppe Grosso (subentrante), 20 giugno 1962 eletto, 26 giugno 1964 (dimissionario), 28 ottobre 1964, rieletto, 24 febbraio 1965
- Carlo Ferrari, 6 giugno 1967
- Augusto Guzzo, 17 giugno 1970
- Francesco Giacomo Tricomi, 25 giugno 1973
- Norberto Bobbio, 8 ottobre 1976
- Cataldo Agostinelli, 6 giugno 1979
- Alessandro Passerin d'Entrèves 15 giugno 1982 (dimissionario), 12 aprile 1983
- Silvio Romano (subentrante), 11 maggio 1983 eletto, 18 giugno 1985
- Mario Girolamo Fracastoro, 27 giugno 1988
- Italo Lana, 9 ottobre 1991
- Rolando Rigamonti, 7 giugno 1994 (dimissionario)
- Roberto Malaroda (subentrante), 27 settembre 1994
- Elio Casetta, 12 maggio 1997
- Gaetano Di Modica, 18 ottobre 2000
- Pietro Rossi, 10 giugno 2003
- Angelo Raffaele Meo, 26 settembre 2006
- Pietro Rossi, 30 giugno 2009 (dimessosi dalla carica il 6 aprile 2012[7])
- Alberto Conte, 1º novembre 2012[8] (dimessosi dalla carica il 20 gennaio 2016 dopo la seconda rielezione avvenuta l'8 giugno 2015)[9]
- Alberto Piazza (subentrante), dal 1º marzo 2016 (in sostituzione del dimissionario Alberto Conte)[10]
- Massimo Mori, dal 1º novembre 2018, per i trienni 2018 - 2021 e 2021 - 2024[11]

## Descrizione

### Soci
I soci dell'Accademia delle Scienze sono suddivisi in due classi: la Classe di Scienze fisiche, matematiche e naturali che consta di venti soci nazionali residenti, dieci soci nazionali non residenti, venti soci stranieri e centoventi soci corrispondenti; la Classe di Scienze morali, storiche e filologiche invece annovera venti soci nazionali residenti, dieci soci nazionali non residenti, venti soci stranieri e ottanta soci corrispondenti. Le due Classi si riuniscono periodicamente nelle Classi Unite (cui partecipano i soli soci nazionali), organo cui compete la gestione dell'istituzione. L'Accademia è retta da un Consiglio di Presidenza di cui fanno parte il Presidente, il Vice-Presidente, il Tesoriere, i Direttori delle due Classi e i Segretari delle due Classi.
Il sito dell'Accademia pubblica l'elenco completo dei soci nominati..

### La sede
L'Accademia ha sede in via Accademia delle Scienze 6, a Torino, in un imponente edificio con mattoni "a vista", noto come Palazzo dell'Accademia delle Scienze. L'accesso agli uffici e alla biblioteca è consentito dall'ingresso laterale di via Maria Vittoria 3.
I monumentali interni della Sala dei Mappamondi sono frutto dell'abilità decorativa dei fratelli Galliari che decorarono la sala con soggetti scientifici intorno al 1788.

### La biblioteca
Particolare rilevanza riveste anche la biblioteca dell'istituzione, fondata nel 1783, che conserva "un ingente patrimonio documentario, specie nei settori culturali di propria specializzazione: la Storia della scienza e la Letteratura piemontese".
Le raccolte sono costituite da oltre 300.000 tra libri ed opuscoli, 5.200 periodici di cui quasi 400 in corso, 3.000 tra disegni ed incisioni, 75.000 lettere di personaggi illustri della cultura europea.
La casa editrice Olschki ha avviato nel 2005 la pubblicazione del patrimonio librario ed archivistico dell'Accademia, nella collana "I libri dell'Accademia".

## Premi dell'Accademia delle Scienze di Torino
L'Accademia delle Scienze di Torino ha erogato, e tuttora eroga, diversi premi ad illustri studiosi come incentivo all'ideazione di soluzioni a problemi scientifici, economici e sociali.
I premi che vengono conferiti dall'Accademia sono: il Premio Ravani Pellati, il Premio Martinetto, il Premio Ferrari Soave, il Premio Panetti Ferrari, il Premio Gili Agostinelli.

### Premio Ravani Pellati
Si tratta di un premio nato nel 1927 ed è destinato a premiare un cittadino italiano che si è distinto nel campo della fisica o della chimica.
I vincitori di tale premio sono stati:
- Gian Carlo Wick nel 1944,
- Giovanni Battista Bonino nel 1972,
- Marco Gilli nel 1998,
- Luigi Costa nel 1999,
- Giuseppe Furlan nel 2006,
- Guido Viscardi nel 2010,
- Nadia Pastrone nel 2014,
- Nicola Armaroli nel 2019.

### Premio Martinetto
Si tratta di un premio biennale riservato a un cittadino italiano vivente, che abbia operato: a) per la salvaguardia dei tradizionali principi e valori civili individuali, oppure b) per la eliminazione del malcostume e dell'opportunismo, oppure c) per la difesa dei diritti dei cittadini. Regolamento. Secondo l'articolo 4 del regolamento, la Commissione giudicatrice sarà composta: "... dal Presidente pro tempore dell'Accademia o da un suo delegato, e da quattro soci nazionali, dei quali due designati dalla Classe di Scienze fisiche, matematiche e naturali e due dalla Classe di Scienze morali, storiche e filologiche".
I vincitori di tale premio sono stati:
- David Maria Turoldo nel 1990,
- Vittorio Foa nel 1992,
- Padre Achille Erba nel 1994,
- Susetta Giordano Bonnet nel 1996,
- Gian Carlo Caselli nel 1998,
- Elio Sommavilla nel 2000,
- Adriano Vitelli nel 2002,
- Beppino Englaro nel 2005,
- Milena Gabanelli nel 2009,
- Antonio Cassese nel 2011,
- Mauro Salizzoni nel 2013,
- Gino Strada nel 2016,
- Giusi Nicolini nel 2018,
- Anita Calcatelli nel 2020,
- Suor Giuliana Galli nel 2022.

### Premio Ferrari Soave
Si tratta di un premio biennale, alternativamente nazionale ed internazionale, destinato a uno scienziato vivente distintosi per le sue ricerche nel campo delle Scienze biologiche. Nato nel 1994 ha come scopo di valorizzare l'operato di uno scienziato che si è distinto nel campo della Biologia Umana, Biologia Vegetale, Biologia Animale o Biologia Cellulare. Secondo l'articolo 4 la Commissione giudicatrice è composta: "...dal Presidente dell'Accademia e da quattro membri, dei quali almeno tre Soci dell'Accademia delle Scienze di Torino; un membro della Commissione può essere uno scienziato di chiara fama non appartenente all'Accademia." Il premio viene conferito durante la seduta inaugurale dell'anno accademico successivo alla designazione. 
I vincitori di tale premio furono:
- Edoardo Boncinelli nel 1995,
- Vincent F. Castellucci nel 1997,
- Sandro Pignatti nel 2000,
- Nadia Rosenthal nel 2002,
- Alessandro Minelli nel 2005,
- Giulio Cossu nel 2007,
- Pier Luigi Nimis nel 2009,
- Stefano Piccolo nel 2011,
- Giorgio Vallortigara nel 2013,
- Alberto Mantovani nel 2015,
- Giulia De Lorenzo nel 2017,
- Paolo Pinton nel 2019,
- Dario Maestripieri nel 2021,
- Claus Lamm nel 2023.

### Premio Panetti Ferrari
Si tratta di un premio internazionale e biennale, istituito nel 1998 dopo la fusione fra il Premio Modesto Panetti e il lascito del Professor Carlo Ferrari. Il premio viene conferito:"... a uno scienziato vivente che si sia particolarmente distinto per le sue ricerche nel campo della Meccanica Applicata (intesa in senso lato), effettuate nel decennio precedente alla data del conferimento del Premio stesso". La commissione esaminatrice è composta: "...dal Presidente dell'Accademia e da quattro membri, dei quali almeno tre Soci dell'Accademia delle Scienze di Torino, .." Il premio viene conferito nella seduta inaugurale dell'anno accademico successivo alla designazione.
I vincitori di tale premio sono stati:
- Daniel Charles Drucker nel 1999,
- Henry Keith Moffat nel 2001,
- Jerald LaVerne Ericksen nel 2003,
- Katepalli R. Sreenivasan nel 2006,
- James Robert Rice nel 2008,
- Uriel Frisch nel 2010,
- Emmanuel Gdoutos nel 2012,
- Andrea Prosperetti nel 2014.
- Davide Bigoni nel 2016,
- Alfredo Soldati nel 2018;
- Luca Brandt nel 2022.

### Premio Gili Agostinelli
Si tratta di un premio internazionale, istituito nel 1992, che viene conferito a rotazione nelle seguenti discipline:
- meccanica pura o applicata o fisica matematica classica;
- matematica applicata alle scienze fisiche o naturali o all'ingegneria;
- scienze biologiche o mediche.

La Commissione giudicatrice: "... è costituita dal Presidente dell'Accademia e da altri quattro membri, designati dall'assemblea della Classe di Scienze fisiche, matematiche e naturali: almeno tre dei membri devono essere soci dell'Accademia (e almeno due di questi soci nazionali, residenti o non residenti), mentre il quarto può essere uno scienziato di chiara fama non appartenente all'Accademia, fornito di particolare competenza nel campo di studi al quale il premio bandito si riferisce". Regolamento Gili Agostinelli.. Il premio viene conferito durante la seduta inaugurale dell'anno accademico successivo alla designazione. Numerose Università ed Accademie di prestigio inviano ogni anno delle proposte di scienziati che sono ritenuti meritevoli di essere presi in considerazione.
I vincitori di tale premio sono stati:
- Ingo Müller per la meccanica teorica e la fisica matematica classica nel 2006,
- Antonio Giorgilli per la matematica applicata alle scienze fisiche o naturali o all'ingegneria nel 2007,
- Salvador Moncada per le scienze biologiche o mediche nel 2008,
- Valery V. Kozlov per la meccanica pura o applicata o fisica matematica classica nel 2009,
- Franco Brezzi per la matematica applicata alle scienze fisiche o naturali o all'ingegneria nel 2010,
- Lucio Luzzatto per le scienze biologiche o mediche nel 2011,
- Cédric Villani per la meccanica pura o applicata o fisica matematica classica nel 2012,
- Michiel Bertsch per la matematica applicata alle scienze fisiche o naturali o all'ingegneria nel 2013,
- Luigi Naldini per le scienze biologiche o mediche nel 2014,
- Daniel Rittel per la meccanica pura o applicata o fisica matematica classica nel 2015,
- Gerard Maugin per la matematica applicata alle scienze fisiche o naturali o all'ingegneria nel 2016,
- Silvia Giuliana Priori per le scienze biologiche o mediche nel 2017,
- Tommaso Ruggeri per la meccanica pura o applicata o fisica matematica classica nel 2018,
- Alessio Figalli per la matematica applicata alle scienze fisiche o naturali o all'ingegneria nel 2019,
- Francis Martin per le scienze biologiche o mediche nel 2020,
- Vikram Deshpande per la meccanica pura o applicata o fisica matematica classica nel 2021.

## Premi attribuiti dall'Accademia
Alcuni premi sono attribuiti dall'Accademia delle scienze di Torino ma non sono gestiti da essa, quali:
- il Premio Herlitzka, attribuito per la Fisiologia;
- il Premio Burzio, attribuito per le Scienze politiche.

## Premi del passato
Nel passato vennero conferiti altri premi che oggi non sono più in corso:
- il Premio Bressa, dal 1875 al 2006;
- il Premio Gautieri, dal 1888 al 1996;
- il Premio Vallauri, dal 1894 al 2007;
- il Premio Pollini, dal 1904 al 1996;
- il Premio Bonavera, dal 1955 al 1982;
- il Premio Professor Franco Simone, dal 1979 al 1998;
- il Premio Professor Sergio Lupi, dal 1980 al 1990;
- il Premio di studio città di Alba, dal 1992 al 1999;
- il Premio di studio Rotary Club Vercelli S. Andrea, 1993.

## Borse di studio
L'accademia bandisce ogni anno due borse di studio intitolate a Maria Luisa Petrazzini che sono destinate ad un laureato presso il Politecnico di Torino, nella facoltà di Ingegneria, meccanica o aerospaziale, e ad una laureata presso l'Università degli Studi di Torino, nella Facoltà di Scienze Matematiche, Fisiche e Naturali.